# Мобилни (филм)
Мобилни је амерички трилер из 2004. који је режирао Дејвид Р. Елис. Главне улоге играју: Крис Еванс, Ким Бејсингер, Џејсон Стејтам и Вилијам Х. Мејси.

## Улоге
| Глумац               | Улога                 |
| -------------------- | --------------------- |
| Ким Бејсингер        | Џесика Кејт Мартин    |
| Крис Еванс           | Рајан Акерман         |
| Вилијам Х. Мејси     | полицајац Боб Муни    |
| Џејсон Стејтам       | Итан Грир             |
| Ноа Емерик           | детектив Џек Танер    |
| Ерик Етебари         | Дмитриј               |
| Мат Маколм           | Дисон                 |
| Валери Круз          | детектив Дејна Бејбек |
| Ричард Берги         | Крејг Мартин          |
| Адам Тејлор Гордон   | Рики Мартин           |
| Рик Хофман           | адвокат               |
| Ерик Кристијан Олсен | Чад                   |
| Џесика Бил           | Клои                  |
| Вил Бајнбринк        | Полицајац             |
| Брендон Кели         | Луди Пас              |